# Tómas Leifsson
Tómas Leifsson (* 20. Januar 1953 in Akureyri) ist ein ehemaliger isländischer Skirennläufer.

## Karriere
Tómas Leifsson belegte bei den Olympischen Winterspielen 1976 im Riesenslalomrennen den 46. Platz. Im Slalomrennen schied er vorzeitig aus.